# Мисс Казахстан 2009
Мисс Казахстан 2009 (каз. Мисс Қазақстан 2009) — 13-й национальный конкурс красоты, проводился на Площади Астаны в городе Алматы. Победительницей стала представительница города Алматы — Сымбат Мадьярова.

## Проведение конкурса
Участницы сдавали кровь, посещали дом ребёнка, фирмы спонсоров, очистили парковую зону озера Сайран, поддержали футбольную команду, провели акцию «Алға Қазақстан!» и посетили с экскурсией телеканал «Хабар».
На сцене выступали — «Улытау», «Перцы», «Rin’GO», «All давай», Батырхан Шукенов, Аиша и Жамиля Серкебаева с Бауржаном Мусиным.

## Жюри
Состав жюри:
- Дина Нуралиева — победительница «Мисс Казахстан-2005»;
- Илья Ильин — олимпийский чемпион по тяжелой атлетике;
- Жамиля Серкебаева;
- Совет Сеитов.

## Итоговый результат
Итоговый результат:
| Титул               | Участница        |
| ------------------- | ---------------- |
| Мисс Казахстан 2009 | Сымбат Мадьярова |
| 1-я Вице-мисс       | Диана Ямлиханова |
| 2-я Вице-мисс       | Нуржанат Досаева |
| 3-я Вице-мисс       | Татьяна Голубева |

## Участницы
Всего в конкурсе приняло участие 31 участница:
| Имя                 | Возраст* | Город    | Место          | Примечание                            |
| ------------------- | -------- | -------- | -------------- | ------------------------------------- |
| Мадьярова Сымбат    | 18 / 19  | Алматы   | Мисс Казахстан | Имеется написание фамилии «Мадиярова» |
| Татьяна Голубева    |          | Астана   | 3-я Вице-мисс  |                                       |
| Нуржанат Досаева    | 17       | Шымкент  | 2-я Вице-мисс  | Имеется написание имени «Нуржаннат»   |
| Диана Ямлиханова    |          | Алматы   | 1-я Вице-мисс  |                                       |
| Светлана Нигметова  |          | Уральск  |                | Вице-Мисс Уральск                     |
| Светлана Расщупкина |          | Костанай |                | Вице-мисс Костанай - 2009             |
| Индира Сейтказиева  |          | Костанай |                | Мисс Костанай - 2009                  |

- На момент участия в конкурсе.

## Скандал
По завершении конкурса участницы обвинили жюри в предвзятости из-за конкурсантки, удостоенной звания 1-й Вице-мисс Казахстан, которая даже не вышла в финал.